# 은대난초
은대난초(銀대蘭草)는 한반도 각처 산지의 나무 그늘에서 자라는 여러해살이풀이다. 일본과 중국에도 분포하고 높이는 30~50cm이다. 잎은 줄기 밑부분에 초상엽이 있다. 그 위의 잎은 2줄로 어긋나기하고 긴 타원형이며 길이는 5-15cm, 너비는 1.5-4cm이다. 끝이 예리하게 뾰족하고 기부는 좁아지면서 줄기를 감싼다. 잎 뒷면과 가장자리에 털과 같은 백색 돌기가 있다.